# Селемон Барега
Селемон Барега (англ. Selemon Barega Shirtaga, род. 20 января 2000 года) — эфиопский легкоатлет, специализируется в беге на средние дистанции. Чемпион Олимпийских игр 2020 года на дистанции 10 000 метров, призёр чемпионатов мира.

## Биография
В 2016 году на чемпионате мира по лёгкой атлетике среди спортсменов не старше 20-ти лет завоевал золотую медаль на дистанции 5000 метров с результатом 13.21,21.
На чемпионате мира 2017 года, который проходил в Лондоне, он стал пятым, показав результат 13.35,34
30 сентября 2019 года Селемон Барега в Дохе стал вице-чемпионом мира в беге на 5000 метров, показав результат 12.59,70.
В 2023 году на чемпионате мира по лёгкой атлетике, который состоялся в Будапеште, атлет из Эфиопии, в беге на 10000 метров, с результатом 27:52,72 стал бронзовым призёром чемпионата мира.

## Персональные результаты
| Дисциплина   | Время    | Место    | Дата            |
| ------------ | -------- | -------- | --------------- |
| 3000 метров  | 7.27,16  | Доха     | 2023            |
| 5000 метров  | 12.43,02 | Брюссель | 31 августа 2018 |
| 10000 метров | 26.44,73 | Хенгело  | 2022            |
| 2 мили       | 8.08,69  | Эжен     | 30 июня 2019    |